# Visar Dodani
Visar Dodani[a] (n. 1857, Korçë, Ioannina Eyalet⁠(d), Imperiul Otoman – d. 1939, București, România) a fost un jurnalist albanez bogat și activist al Renașterii Naționale Albaneze.

## Biografie
Visar Dodani s-a născut în orașul Korçë din sudul Albaniei (care făcea parte atunci din Imperiul Otoman) în 1857. În 1880 s-a mutat la București (România), unde s-a alăturat asociației albaneze Drita (în română Lumina), organizație principală a Renașterii Naționale Albaneze. Drita a publicat un ziar intitulat Shqipëria (Albania), care a fost redactat de Dodani. În România Visar Dodani a scris frecvent articole în ziarele românești cu privire la situația populației albaneze și la lupta acesteia pentru independența Albaniei. În 1896 guvernul României i-a acordat cetățenia română. Visar Dodani a fost, de asemenea, membru fondator al organizației naționaliste Lidhja Shqiptare Ortodokse.
Ziarul lui Dodani a susținut, începând din martie 1898, o teorie a originii ilirice comune a albanezilor și românilor și a eforturilor politice contemporane comune.
În 1898 a publicat Mjalt' e mbletësë a farë-faresh, viersha, të-thëna, njera-tiatra, dhe fytyra Shqipëtarësh me jetën e tyre, un volum de creații folclorice albaneze de 247 de pagini, tipărit în tipografia coloniei albaneze din București. La 8 februarie 1903 Dodani a publicat la București Trigelhim a Serb' e Zuzarevet („Plânsetul în sârbă al ticăloșilor”), un volum de poezie satirică, dedicat celor care nu doreau ca testamentul lui V.Tarpo (un expatriat albanez) să fie publicat. În 1910 a tradus și adaptat libretul operei Il trovatore al lui Salvadore Cammarano în 5 acte.
În 1915 Dodani s-a stabilit la Geneva (Elveția) și s-a implicat în eforturile diplomatice albaneze de acolo în calitate de secretar al Comitetului Național Albanez local (în albaneză Komiteti Kombëtar Shqiptar) condus de Turhan Pasha și mai târziu de George Adamidi. În toamna anului 1919 Dodani s-a întors în România. A murit la București.